# Arquitectura genética
La arquitectura genética se refiere a la base genética subyacente de un rasgo del fenotipo y sus propiedades de variación. La variación fenotípica de los rasgos cuantitativos es, en el nivel más básico, el resultado de la segregación de alelos en los loci de rasgos cuantitativos (QTL). Los factores ambientales y otras influencias externas también pueden desempeñar un papel en la variación fenotípica. La arquitectura genética es un término amplio que se puede describir para cualquier individuo dado en función de la información sobre el número de alelos y genes, la distribución de los efectos alélicos y mutacionales y los patrones de pleiotropía, dominancia y epistasia.
Hay varias visiones experimentales diferentes de la arquitectura genética. Algunos investigadores reconocen que la interacción de varios mecanismos genéticos es increíblemente compleja, pero creen que estos mecanismos pueden promediarse y tratarse, más o menos, como ruido estadístico. Otros investigadores afirman que cada una de las interacciones genéticas es significativa y que es necesario medir y modelar estas influencias sistémicas individuales en la genética evolutiva.

## Aplicaciones

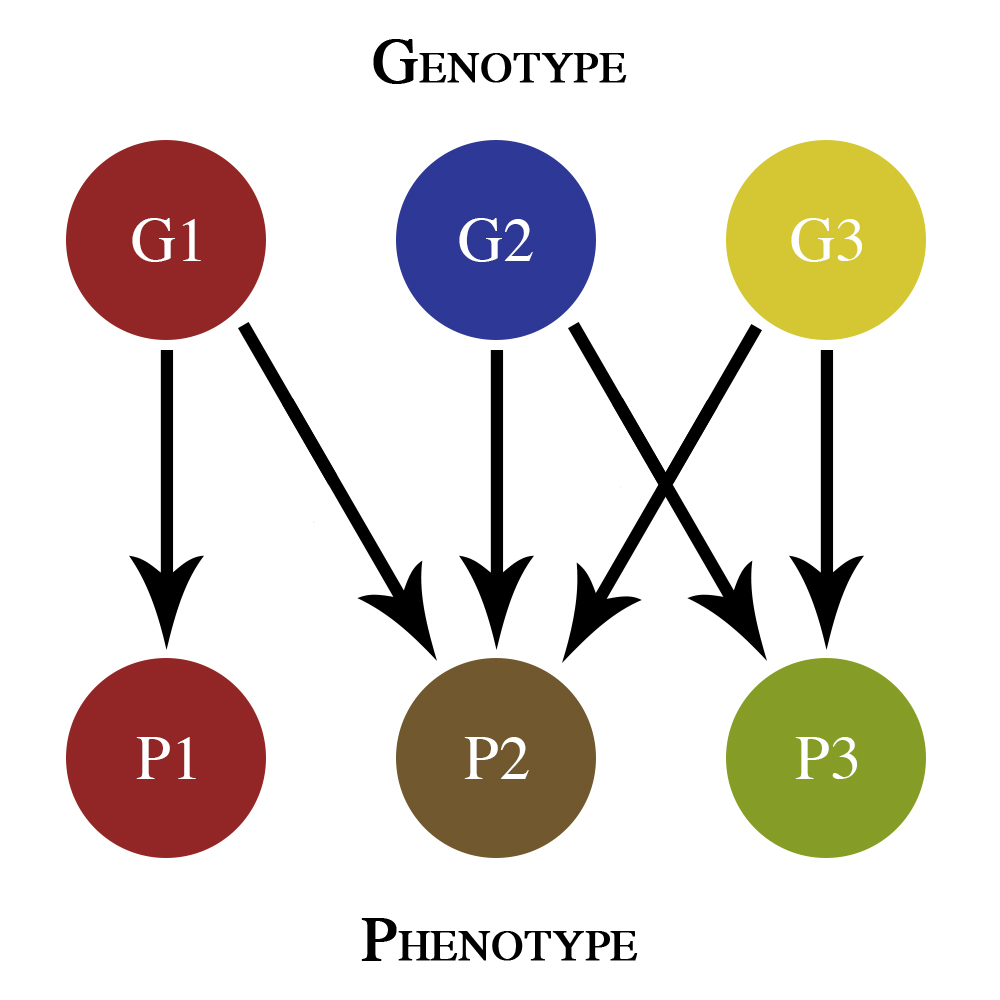
Un mapa genotipo-fenotipo muy simple que solo muestra efectos aditivos de pleiotropía. El gen1 (G1) da origen a dos caracteres o fenotipos P1 y P2.

La arquitectura genética se puede estudiar y aplicar en muchos niveles diferentes, desde el individual hasta el nivel de poblaciones. 

### Arquitectura genética en el nivel individual
En el nivel más básico, individual, la arquitectura genética describe la base genética para las diferencias entre individuos, especies y poblaciones. Esto puede incluir, entre otros detalles, cuántos genes están involucrados en un fenotipo específico y cómo las interacciones genéticas, como la epistasia, influyen en ese fenotipo. Los nálisis de líneas cruzadas y los análisis de QTL se pueden utilizar para estudiar estas diferencias. Esta es quizás la forma más común en que se estudia la arquitectura genética, y aunque es útil para suministrar información específica, generalmente no proporciona una imagen completa de la arquitectura genética en su conjunto.

### Arquitectura genética en el nivel de poblaciones
En el nivel de poblaciones la arquitectura genética también se puede utilizar para discutir su evolución. Los modelos genéticos cuantitativos clásicos, como los desarrollados por Ronald Fisher, se basan en análisis de fenotipos en términos de las contribuciones de diferentes genes y sus interacciones. La arquitectura genética a veces se estudia utilizando un mapa genotipo-fenotipo, que representa gráficamente la relación entre el genotipo y el fenotipo.
La arquitectura genética es increíblemente importante para entender la teoría evolutiva porque describe la variación fenotípica en sus términos genéticos subyacentes, y por lo tanto nos da pistas sobre el potencial evolutivo de estas variaciones. Por lo tanto, la arquitectura genética puede ayudarnos a responder preguntas biológicas sobre la especiación, la evolución del sexo y la recombinación, la supervivencia de pequeñas poblaciones, la endogamia, la comprensión de enfermedades, el mejoramiento de animales y plantas, y más.
La "evolucionabilidad" se define literalmente como la capacidad de evolucionar. En términos genéticos, la capacidad de evolución es la capacidad de un sistema genético para producir y mantener variantes genéticas potencialmente adaptativas. 
Hay varios aspectos de la arquitectura genética que contribuyen en gran medida a la capacidad de evolución de un sistema, incluida la autonomía, la mutabilidad, la coordinación, la epistasis, la pleiotropía, la poligenia y la robustez.
- Autonomía: la existencia de personajes casi independientes con el potencial de autonomía evolutiva.[6]
- Mutabilidad: la posibilidad de que se produzca una mutación genética.
- Coordinación: un fenómeno como el desarrollo, durante el cual ocurren muchos procesos y cambios genéticos diferentes al mismo tiempo.
- Epistasis: un fenómeno en el que un gen depende de la presencia de uno o más genes "modificadores".
- Poligenia: un fenómeno en el que múltiples genes contribuyen a un carácter fenotípico particular.
- Pleiotropía: un fenómeno en el que un solo gen afecta una o más características fenotípicas.
- Robustez: la capacidad de un fenotipo de permanecer constante a pesar de la mutación genética.

## Ejemplos

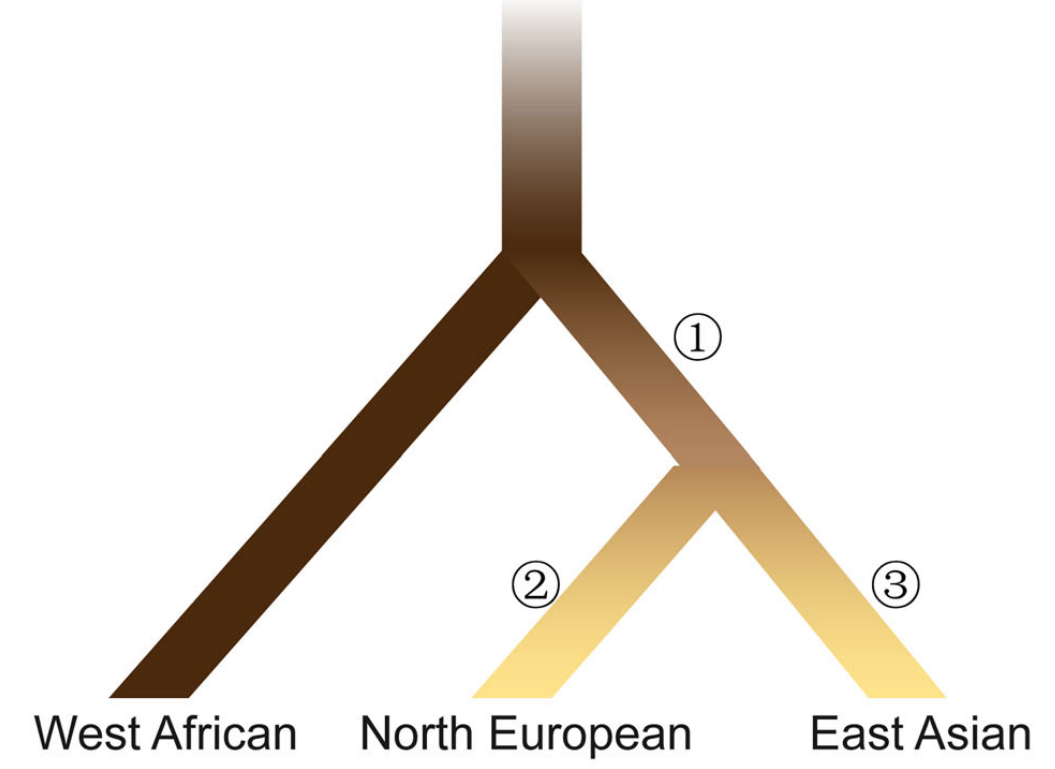
Un marco especulativo para la historia evolutiva que subyace a la variación fenotípica actual de la pigmentación de la piel humana basada en las similitudes y diferencias encontradas en varios genotipos.

Un estudio publicado en 2006 utilizó la filogenia para comparar la arquitectura genética de diferentes colores de piel humana. En este estudio, los investigadores pudieron sugerir un marco especulativo para la historia evolutiva subyacente a la variación fenotípica actual en la pigmentación de la piel humana basada en las similitudes y diferencias que encontraron en el genotipo. La historia evolutiva es una consideración importante para comprender las bases genéticas de cualquier rasgo, y este estudio fue uno de los primeros en utilizar estos conceptos de manera pareada para determinar la información sobre la genética subyacente de un rasgo fenotípico. 
En 2013, un grupo de investigadores usó los estudios de asociación de genoma completo (GWAS) y los estudios de interacción de genoma completo (GWIS) para determinar el riesgo de defectos cardíacos congénitos en pacientes con síndrome de Down. El síndrome de Down es un trastorno genético causado por la trisomía del cromosoma humano 21. La hipótesis actual con respecto a los fenotipos de defectos cardíacos congénitos en individuos con síndrome de Down es que tres copias de elementos genómicos funcionales en el cromosoma 21 y la variación genética de los loci del cromosoma 21 y no cromosómicos 21 predisponen a los pacientes a un desarrollo cardíaco anormal. Este estudio identificó varios loci de riesgo de defectos cardíacos congénitos en individuos con Síndrome de Down, así como tres regiones de variación del número de copias (CNV) que pueden contribuir a defectos cardíacos congénitos en individuos con Síndrome de Down. 
Otro estudio, publicado en 2014, trató de identificar la arquitectura genética de los trastornos psiquiátricos. Los investigadores en este estudio sugirieron que hay una gran cantidad de loci contribuyentes que están relacionados con varios trastornos psiquiátricos. Además, como muchos otros, sugirieron que el riesgo genético de los trastornos psiquiátricos involucra los efectos combinados de muchas variantes comunes con pequeños efectos; en otras palabras, los pequeños efectos de una gran cantidad de variantes en loci específicos se suman para producir una gran cantidad de, efecto combinado sobre el fenotipo global del individuo. También reconocieron la presencia de mutaciones grandes pero raras que tienen un gran efecto sobre el fenotipo. Este estudio muestra la complejidad de la arquitectura genética al proporcionar un ejemplo de muchos SNP y mutaciones diferentes que trabajan juntas, cada una con un efecto variable, para generar un fenotipo determinado. 
Otros estudios con respecto a la arquitectura genética son muchos y variados, pero la mayoría utiliza tipos similares de análisis para proporcionar información específica sobre los loci involucrados en la producción de un fenotipo. Un estudio del sistema inmunitario humano en 2015 utiliza los mismos conceptos generales para identificar varios loci involucrados en el desarrollo del sistema inmunitario, pero, al igual que los otros estudios descritos aquí, no tuvo en cuenta otros aspectos de la arquitectura genética, como influencias medioambientales. Desafortunadamente, muchos otros aspectos de la arquitectura genética siguen siendo difíciles de cuantificar. 
Aunque hay algunos estudios que buscan explorar los otros aspectos de la arquitectura genética, hay poca capacidad con las tecnologías actuales para vincular todas las piezas para construir un modelo verdaderamente integral de la arquitectura genética. Por ejemplo, en 2003, un estudio de la arquitectura genética y el medio ambiente pudo mostrar una asociación del entorno social con la variación en el tamaño corporal en Drosophila melanogaster. Sin embargo, este estudio no pudo vincular un vínculo directo con genes específicos involucrados en esta variación.